# Robin Stria
Robin Stria (12. září 1990 Jihlava – 17. března 2023) byl romský režisér. 

## Životopis
Vystudoval gymnázium a Vyšší odbornou školu sociálně právní. V roce 2017 režíroval historicky první romský sitcom Miri Fajta (Moje rodina).
V roce 2019 spolu s romskou aktivistkou Marií Gailovou a novinářkou Alicí Sigmund Herákovou založili Tuke TV, internetové médium věnující se výrobě vlastních pořadů i zakázkové filmové produkci. V Muzeu romské kultury působil na pozici kurátora videofondu.
Zemřel v roce 2023.